# Wildenbörten
Wildenbörten est une commune allemande de l'est du land de Thuringe située dans l'arrondissement du Pays-d'Altenbourg. Wildenbörten fait partie de la Communauté d'administration de la Sprotte.

## Géographie

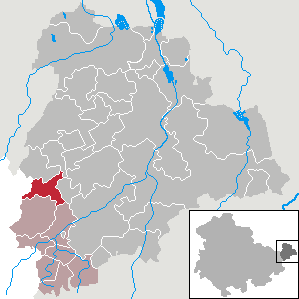
Situation de la commune (en rouge) à dans l'arrondissement d'Altenbourg

Wildenbörten est située au sud-ouest de l'arrondissement, à al limite avec l'arrondissement de Greiz, à 7 km au nord-ouest de Schmölln et à 13 km au sud-ouest d'Altenbourg, le chef-lieu de l'arrondissement. la commune est composée des villages de Wildenbörten, Dobra, Graicha, hartroda et Kakau, tous d'anciennes communes indépendantes incorporées dans Wildenbörten.
Communes limitrophes (en commençant par le nord et dans le sens des aiguilles d'une montre) : Lumpzig, Dobitschen, Drogen, Nöbdenitz, Löbichau, Großenstein et Reichstädt.

## Histoire

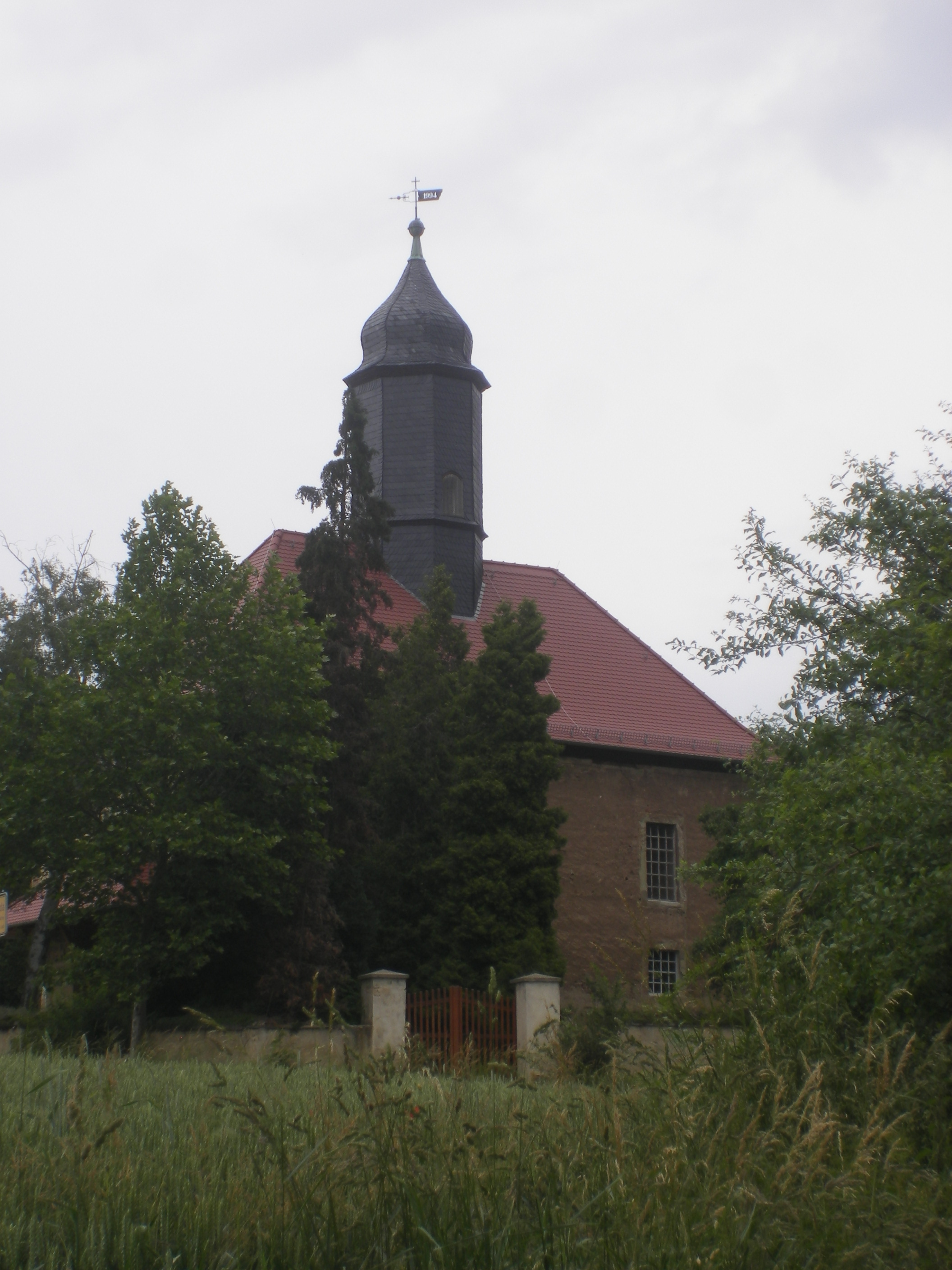
L'église du village de Hartroda

La première mention écrite du village date de 1140. Le village de Wildenbörten a une origine slave.
Wildenbörten a fait partie du duché de Saxe-Altenbourg (cercle oriental, ostkreis). En 1920, il est intégré au nouveau land de Thuringe (arrondissement d'Altenbourg).

## Démographie
Commune de Wildenbörten dans ses limites actuelles :
| 1900 | 1933 | 1939 | 1995 | 2000 | 2005 | 2010 |
| ---- | ---- | ---- | ---- | ---- | ---- | ---- |
| 477  | 436  | 425  | 440  | 420  | 390  | 329  |